# Гаррісбург (Іллінойс)
Гаррісбург (англ. Harrisburg) — місто (англ. city) в США, окружний центр округу Салін, штату Іллінойс, США.
В 2010 році населення міста становило 9017 осіб, а разом з тауншипом — 10790 осіб. Пік чисельності населення припав на 1930-і роки, коли воно досягло 16 тис. осіб. Це був один з найбільш густонаселених районів штату за межами Чиказької агломерації. З того часу в місті спостерігається економічний спад внаслідок зниження попиту на вугілля з високим вмістом сірки, віддаленості від залізниці New York Central та частих повеней, що затоплюють значну площу навколо міста, ускладнюючи освоєння та зростання цих територій.

## Географія
Гаррісбург розташований за координатами 37°44′16″ пн. ш. 88°32′45″ зх. д. / 37.73778° пн. ш. 88.54583° зх. д. (37.737717, -88.545818). За даними Бюро перепису населення США в 2010 році місто мало площу 17,51 км², з яких 16,97 км² — суходіл та 0,54 км² — водойми.
Місто розташоване приблизно за 92 км (57 миль) на північний захід від Евансвілля, Індіана, за 179 км (111 миль) на південний схід від Сент-Луїса, Міссурі. Розташоване на перетині шосе № 45 і трас Illinois-13, Illinois-34 та Illinois-145. Через його місце розташування, Гаррісбург іноді називають «Ворота в Національний ліс Шоуні».

### Клімат
Гаррісбург розташований на кордоні між вологим континентальним кліматом та вологим субтропічним кліматом, Тут немає ні гір ні великих водойм здатних пом'якшити клімат. На регіон впливають і холодне арктичне повітря, і гаряче, вологе тропічне повітря з Мексиканської затоки. Найвища середня температура зафіксована в липні — 20 °C (89 °F), а найнижча середня температура — −6 ° С (22 °F) в січні. Проте річна температура часто може перевищувати 42 ° С, а зимова — опускатися до −17 °C. Середньомісячна кількість опадів близько 130 мм. З листопада по квітень опади часто у вигляді снігу, у середньому 180 мм на місяць. Найвища температура 45 °C (113 °F) зафіксована 13 липня 1936 року, а найнижча температура −31,0 °C (-23,0 °F) була зафіксована 2 лютого 1951 року.
| Клімат : Гаррісбург     | Клімат : Гаррісбург | Клімат : Гаррісбург | Клімат : Гаррісбург | Клімат : Гаррісбург | Клімат : Гаррісбург | Клімат : Гаррісбург | Клімат : Гаррісбург | Клімат : Гаррісбург | Клімат : Гаррісбург | Клімат : Гаррісбург | Клімат : Гаррісбург | Клімат : Гаррісбург | Клімат : Гаррісбург |
| Показник                | Січ.                | Лют.                | Бер.                | Квіт.               | Трав.               | Черв.               | Лип.                | Серп.               | Вер.                | Жовт.               | Лист.               | Груд.               | Рік                 |
| Середній максимум, °C   | 6,1                 | 8,3                 | 14,4                | 21,1                | 26,1                | 30,6                | 32,8                | 32,2                | 28,9                | 22,2                | 14,4                | 7,8                 | 20,5                |
| Середня температура, °C | 1,1                 | 2,8                 | 8,3                 | 14,4                | 19,4                | 24,4                | 26,1                | 25,6                | 21,7                | 15,0                | 8,3                 | 2,8                 | 14,2                |
| Середній мінімум, °C    | −3,9                | −2,8                | 2,2                 | 7,8                 | 12,8                | 17,8                | 19,4                | 18,9                | 14,4                | 7,8                 | 2,8                 | −2,2                | 8,0                 |
| Норма опадів, мм        | 71                  | 81                  | 124                 | 109                 | 130                 | 99                  | 102                 | 84                  | 76                  | 74                  | 102                 | 104                 | 1156                |
| ----------------------- | ------------------- | ------------------- | ------------------- | ------------------- | ------------------- | ------------------- | ------------------- | ------------------- | ------------------- | ------------------- | ------------------- | ------------------- | ------------------- |
| Джерело: Weatherbase    |                     |                     |                     |                     |                     |                     |                     |                     |                     |                     |                     |                     |                     |

## Демографія
Згідно з переписом 2010 року, у місті мешкало 9017 осіб у 3753 домогосподарствах у складі 2193 родин. Густота населення становила 515 осіб/км². Було 4193 помешкання (239/км²).
Расовий склад населення:
| - 88,5 % — білих - 6,5 % — чорних або афроамериканців - 0,8 % — азіатів - 0,5 % — корінних американців - 0,1 % — вихідців з тихоокеанських островів |

До двох чи більше рас належало 2,8 %. Частка іспаномовних становила 2,3 % від усіх жителів.
За віковим діапазоном населення розподілялося таким чином: 23,9 % — особи молодші 18 років, 57,8 % — особи у віці 18—64 років, 18,3 % — особи у віці 65 років та старші. Медіана віку мешканця становила 39,7 року. На 100 осіб жіночої статі у місті припадало 92,5 чоловіків; на 100 жінок у віці від 18 років та старших — 85,1 чоловіків також старших 18 років.
Середній дохід на одне домашнє господарство становив 46 347 доларів США (медіана — 33 764), а середній дохід на одну сім'ю — 58 446 доларів (медіана — 45 735). Медіана доходів становила 42 922 долари для чоловіків та 25 354 долари для жінок. За межею бідності перебувало 27,5 % осіб, у тому числі 43,3 % дітей у віці до 18 років та 8,1 % осіб у віці 65 років та старших.
Цивільне працевлаштоване населення становило 3425 осіб. Основні галузі зайнятості: освіта, охорона здоров'я та соціальна допомога — 26,5 %, роздрібна торгівля — 15,6 %, публічна адміністрація — 8,6 %, мистецтво, розваги та відпочинок — 8,3 %.